# Curcuma alismatifolia
El tulipán de Siam o tulipán de verano (Curcuma alismatifolia) es una planta tropical nativa del norte de Tailandia y Camboya. A pesar de su nombre popular, no está relacionada con los tulipanes, pero sí con  varias especies de jengibres tal como la cúrcuma. 

## Descripción
Planta vivaz rizomatosa que se encuentra formando agrupaciones de mata abierta que llegan a alcanzar el metro de altura.
Su follaje es caduco, con hojas con vainas largas, brillantes, lanceoladas en punta, con los nervios muy marcados y más oscuros.
Florecen en verano, con una espiga central corta con inflorescencia de 20 cm formada por brácteas grandes coloreadas, las inferiores verdes y las superiores rosas con los ápices teñidos de verde y sus flores son minúsculas de color amarillo y violeta.

## Usos
Se cultiva como planta de interior, y en el comercio de la flor cortada. 

## Curiosidades
Uno de los campos de tulipán de Siam silvestres más famosos se encuentra en el Parque nacional de Pa Hin Ngam en la provincia de Chaiyaphum de Tailandia.